# Kristel Werckx
Kristel Werckx (* 16. Dezember 1969 in Heusden-Zolder) ist eine ehemalige belgische Radrennfahrerin.
1986 wurde Kristel Werckx belgische Jugendmeister im Straßenrennen, im Jahr darauf Vize-Juniorenmeisterin. 1988 wurde sie belgische Vize-Meisterin der Frauen in Straßenrennen und gewann das Rennen Paris-Bourges. Im selben Jahr startete sie bei den Olympischen Spielen 1988 in Seoul im Straßenrennen und belegte Platz 23.
1990 wurde Werckx bei den Bahn-Weltmeisterschaften in Maebashi Dritte im Punktefahren, Dritte der belgischen Straßenmeisterschaft und Zweite von Paris-Bourges. Bei der Bahn-WM  in Stuttgart belegte sie Platz zwei im Punktefahren und bei den Spielen in Barcelona Platz zwei im Straßenrennen sowie Platz neun in der Einerverfolgung. 1991 und 1993 wurde sie belgische Straßenmeisterin.
Kristel Werckx ist verheiratet mit dem Radrennfahrer Cédric Mathy, Bronzemedaillengewinner im Punktefahren bei den Olympischen Spielen 1992.